# Kathleen Agnes Kennedy
Kathleen Agnes Kennedy, detta Kick (Brookline, 20 febbraio 1920 – Saint-Bauzile, 13 maggio 1948), è stata una nobildonna britannica di origine statunitense, marchesa di Hartington.
Nata a Brookline, nel Massachusetts, era la quarta figlia di Joe e Rose Kennedy, nonché sorella minore di John Fitzgerald, futuro presidente degli Stati Uniti; sposatasi nel 1944 con William Cavendish, marchese di Hartington, da cui assunse cittadinanza britannica e titolo nobiliare, morì in un incidente aereo nel sud della Francia nel 1948 a ventotto anni.

## Biografia
Quando Franklin Delano Roosevelt nominò Joseph Kennedy ambasciatore nel Regno Unito, sua figlia Kathleen trascorse un anno e mezzo vivendo a Londra. Fu educata a Londra al Queen's College. La Kennedy lavorò al giornale di Cissy Patterson, il Washington Times-Herald nel 1940 scrivendo un pezzo dal titolo Did you happen to see... ?. Nel 1943 tornò in Inghilterra per lavorare in un centro per militari istituito dalla Croce Rossa. Malgrado l'opposizione della sua cattolica madre, il 6 maggio 1944 la Kennedy sposò, con solo rito civile, William Cavendish, marchese di Hartington, un anglicano figlio ed erede del decimo duca di Devonshire. Suo fratello maggiore Joseph P. Kennedy Jr. fu l'unico membro della famiglia Kennedy a partecipare alla cerimonia.
Quattro mesi dopo il matrimonio, suo marito fu ucciso in azione mentre prestava servizio durante la seconda guerra mondiale. Il fratello minore di suo marito, lord Andrew Cavendish, che sposò Deborah Mitford, una delle sorelle Mitford, divenne l'erede del duca, mentre la consorte diventava marchesa di Huntington e futura duchessa, titoli che sarebbero spettati a Kathleen se non fosse rimasta vedova.
Popolare nel circuito sociale di Londra e ammirata da molti per il suo buon umore, la Cavendish ebbe poi una romantica relazione con Peter Wentworth-Fitzwilliam, VIII conte Fitzwilliam, il quale era tuttavia ancora sposato con Olive Obby Plunkett, l'ereditiera dell'impero della birra Guinness, alcolizzata e dal carattere violento. La coppia progettò di sposarsi dopo il divorzio di Fitzwilliam. La madre di Kathleen, Rose, minacciò di rinnegarla se avesse sposato un altro uomo non cattolico e per di più divorziato. Tuttavia Kathleen era convinta di poter contare sul padre Joseph e, saputolo a Cannes, decise di recarvisi in aereo con l'amante.
La coppia partì dall'aeroporto di Croydon con il velivolo privato di Kathleen, pilotato da un veterano della RAF. Atterrati a Parigi i due si attardarono nel pranzo e, nonostante le rimostranze del pilota, informato dal servizio meteo che nel sud della Francia si stava preparando una tempesta, i due decisero di partire ugualmente. Il loro aereo si schiantò presso Saint-Bauzile, Ardèche, Francia. Solo suo padre rappresentò la famiglia Kennedy-Cavendish al funerale. Sua madre non partecipò e, presumibilmente, scoraggiò i suoi fratelli di fare altrettanto. Kathleen Cavendish è sepolta nell'appezzamento della famiglia Cavendish nella Saint Peter's Church a Edensor in Inghilterra nei pressi di Chatsworth nel Derbyshire. Il gymnasium al Manhattanville College è stato chiamato in suo onore.

## Titoli dalla nascita
- Miss Kathleen Kennedy (1920-1944)
- Marchesa di Hartington (1944)
- Marchesa vedova di Hartington (1944-1948)